# ジーン・ストラトン・ポーター
ジーン・ストラトン・ポーター（Gene Stratton-Porter、1863年8月17日 - 1924年12月6日）は、アメリカ合衆国インディアナ州ウォバッシュ郡出身の作家、自然写真家、博物学者、映画プロデューサー。日本では小説『そばかすの少年』『リンバロストの乙女』の作者として知られている。

## 小説

### そばかすの少年（Freckles）
原書は1904年刊行。最初の翻訳は村岡花子によるもので、1957年に『そばかす』の題名で秋元書房より刊行、1964年には『そばかすの少年』と改題して角川文庫に収録、最近では2015年に河出文庫より刊行された。他に、白柳美彦訳『そばかすとエンゼル』（講談社マスコット文庫、1966年）、鹿田昌美訳『そばかすの少年』（光文社古典新訳文庫、2009年）などがあり、竹宮惠子によるマンガ版もある。

### リンバロストの乙女（A Girl of the Limberlost）
原書は1909年刊行。最初の翻訳は清水暉吉によるもので、1940年に『黄色の帝王蛾 - 原名「リンバロストの少女」』の題名で朝日新聞社より刊行、その後『森の乙女』に改題して1957年、講談社世界少女小説全集に収録された。また同じ1957年、村岡花子による翻訳も『リンバロストの乙女』の題名で秋元書房より出版、1963年には角川文庫に収録、最近では2014年に河出文庫より刊行された。他に、山本藤枝編著『少女のいのり』（偕成社、1961年および1973年）、神戸淳吉著『リンバロストの少女』（集英社マーガレット文庫、1975年）などがある。